# Rome (provincie)
De voormalige provincie Rome (Italiaans: Provincia di Roma) was een van de vijf provincies van de Italiaanse regio Lazio. Als gevolg van de Wet 142/1990 op de hervorming van de lokale overheidsorganen, in werking getreden op 1 januari 2015 is de provincie vervangen door de metropolitane stad Rome Capitale.
Hoofdstad is de stad Rome. De officiële afkorting is RM.
Van de 5351 km² aan oppervlakte wordt ruim een kwart ingenomen door de agglomeratie van Rome. De provincie telt ongeveer 4,1 miljoen inwoners. Hoewel het gebied rondom de hoofdstad van Italië een grotendeels stedelijk karakter heeft, is ook de landbouw goed ontwikkeld. Wijn en olie zijn in deze sector de voornaamste producten.
Landschappelijk is de provincie Rome heuvelachtig en er zijn meerdere meren van vulkanische oorsprong. Het grootste hiervan is het Meer van Bracciano. Daarnaast ligt het gebied aan de Tyrreense Zeekust. In het landschap zijn op vele plekken herinneringen aan het Romeinse Rijk te vinden. De Tiber is de voornaamste rivier.
De provincie Rome grenst aan de provincies Latina, Frosinone, L'Aquila, Rieti en Viterbo. Daarnaast ligt de soevereine staat Vaticaanstad als een enclave in de provincie.
Hoewel de officiële afkorting voor de provincie RM is, wordt deze afkorting niet gebruikt voor de kentekenplaten. Roma wordt daarop voluit geschreven, in hoofdletters, met de laatste drie letters verkleind.

## Belangrijke plaatsen
- Civitavecchia, een belangrijke havenplaats voor o.a. passagiers richting Sardinië
- Tivoli
- Lido di Ostia, de Romeinse badplaats
- Velletri
- Bracciano.
- Rome (stad)